# Prevención del cáncer de pulmón
La principal prevención del cáncer de pulmón es evitar el tabaco, debido a que el tabaco es el principal factor de riesgo y que casi se puede llamar factor causal, si la población abandonara el hábito tabáquico, la incidencia del cáncer de pulmón descendería más de un 85%, prácticamente a las cifras de principios del siglo XX (cuando la gente no fumaba). Para ello es necesario la participación de los gobiernos en la promoción de la salud. En la actualidad resulta paradójico o absurdo que se dicten leyes y programas antitabaco en España, cuando el estado recibe ingentes cantidades de dinero de los impuestos del tabaco. Se estima que los ingresos del Estado español originados por los impuestos del tabaco son el doble que los gastos sanitarios ocasionados por las enfermedades relacionadas con el tabaco. Ante esta situación es difícil (pero no imposible) la prevención primaria o promoción de la salud necesarias para evitar el cáncer de pulmón.